# Kölcsey Ferenc Gimnázium (Zalaegerszeg)
A Kölcsey Ferenc Gimnázium Zalaegerszeg kilenc középfokú iskolájának egyike. Zala vármegye egyik legszínvonalasabb gimnáziumaként tartják számon. Előd intézményei: Zalaegerszegi Leány Gimnázium (1955-1961) és Ságvári Endre Gimnázium (1961-1997).
Az iskolában négy-, öt-, illetve hatévfolyamos oktatás keretein belül működik általános tantervű, angol kéttannyelvű, speciális angol nyelvi, speciális német nyelvi és speciális matematikai osztály.

## Képzések
- reál osztály (6 évfolyam)
- általános tantervű osztály (4 évfolyam)
- angol kéttannyelvű osztály (4 évfolyam)
- angol, német kéttannyelvű osztály (5 évfolyam)
- angol nyelvi előkészítő osztály (5 évfolyam)
- német nyelvi előkészítő osztály (5 évfolyam)

## Nevezetesebb egykori diákjai
- Farkas Balázs (1987) író, könyvtáros
- Galambos Attila (1972) dalszövegíró, drámaíró, műfordító
- Homonnay Zsolt (1971) színész, énekes
- Németh Miklós (1967) grafikus
- Betlehem Dávid olimpiai bronzérmes úszó

## Külső hivatkozások
- Az iskola hivatalos weboldala